# آریوزو
در موسیقی کلاسیک آریوزو (ایتالیایی: Arioso؛ ‏[aˈrjoːzo]) یا آریا پارلانته (ایتالیایی: Aria Parlante؛ ‏[ˈaːrja parˈlante]) گونه‌ای آواز تک‌خوان است که بیشتر در اپرا و اوراتوریو استفاده می‌شود و از لحاظ سبک خوانندگی، چیزی بین گفت‌آواز و آریا است. آریوزو از قرن ۱۶ میلادی به این سو به رواج یافت و امروزه گاهی آن را با گفت‌آواز همراهی‌شونده (Recitativo Accompagnato) اشتباه می‌گیرند. آریوزو به دلیل ساختار آزاد و انعطاف پذیرش، شبیه به گفت‌آواز اما تغزلی‌تر از آن است و ضرب‌آهنگ متفاوتی دارد. آریوزو همچنین شباهت‌هایی به لحاظ ساختار ملودیک آریا دارد و همچون آریا، بیشتر به آواز نزدیک است تا دکلمه یا حرف زدن معمولی؛ اما از نظر فرم آریوزو فرآیندی تکرارشونده ندارد.
یک نمونه از آریوزو، در پردهٔ آخر اپرای فلوت سحرآمیز ولفگانگ آمادئوس موتسارت شنیده می‌شود، جایی که یک کشیش قطعه ای آندانته اجرا می‌کند. در سال ۱۹۲۷ توماس بیچام گقت قطعهٔ «شناور و سرگردان در دریا» اثر فردریک دلیوس «بهترین نمونه گفت‌آواز آریوزو در میان تمام اینگونه آوازها» است.